# Reprezentacja Australii w piłce siatkowej kobiet
Reprezentacja Australii w piłce siatkowej kobiet to narodowa reprezentacja tego kraju, reprezentująca go na arenie międzynarodowej.

## Udział i miejsca w imprezach

### Igrzyska Olimpijskie
| Rok  | Kraj           | Miejsce      |
| ---- | -------------- | ------------ |
| 1964 | Tokio          | brak udziału |
| 1968 | Meksyk         | brak udziału |
| 1972 | Monachium      | brak udziału |
| 1976 | Montreal       | brak udziału |
| 1980 | Moskwa         | brak udziału |
| 1984 | Los Angeles    | brak udziału |
| 1988 | Seul           | brak udziału |
| 1992 | Barcelona      | brak udziału |
| 1996 | Atlanta        | brak udziału |
| 2000 | Sydney         | 9. miejsce   |
| 2004 | Ateny          | brak udziału |
| 2008 | Pekin          | brak udziału |
| 2012 | Londyn         | brak udziału |
| 2016 | Rio de Janeiro | ?            |

### Mistrzostwa Świata
| Rok  | Kraj           | Miejsce      |
| ---- | -------------- | ------------ |
| 1952 | ZSRR           | brak udziału |
| 1956 | Francja        | brak udziału |
| 1960 | Brazylia       | brak udziału |
| 1962 | ZSRR           | brak udziału |
| 1967 | Japonia        | brak udziału |
| 1970 | Bułgaria       | brak udziału |
| 1974 | Meksyk         | brak udziału |
| 1978 | ZSRR           | brak udziału |
| 1982 | Peru           | 12. miejsce  |
| 1986 | Czechosłowacja | brak udziału |
| 1990 | Chiny          | brak udziału |
| 1994 | Brazylia       | brak udziału |
| 1998 | Japonia        | brak udziału |
| 2002 | Niemcy         | 21. miejsce  |
| 2006 | Japonia        | brak udziału |
| 2010 | Japonia        | brak udziału |
| 2014 | Włochy         | ?            |

### Mistrzostwa Azji
| Rok  | Kraj            | Miejsce     |
| ---- | --------------- | ----------- |
| 1975 | Australia       | 4. miejsce  |
| 1979 | Chiny           | 4. miejsce  |
| 1983 | Japonia         | 7. miejsce  |
| 1987 | Chiny           | 7. miejsce  |
| 1989 | Hongkong        | 7. miejsce  |
| 1991 | Tajlandia       | 6. miejsce  |
| 1993 | Chiny           | 10. miejsce |
| 1995 | Tajlandia       | 6. miejsce  |
| 1997 | Filipiny        | 7. miejsce  |
| 1999 | Hongkong        | 6. miejsce  |
| 2001 | Tajlandia       | 6. miejsce  |
| 2003 | Wietnam         | 9. miejsce  |
| 2005 | Chiny           | 10. miejsce |
| 2007 | Tajlandia       | 8. miejsce  |
| 2009 | Wietnam         | 9. miejsce  |
| 2011 | Chińskie Tajpej | 10. miejsce |